# Comté aborigène de Kowanyama
Le Comté aborigène de Kowanyama est une  zone d'administration locale australienne située à l'ouest de la péninsule du cap York, dans l'État du Queensland. Il est administré en vertu d'un acte de concession en fiducie conformément à la loi de 2004 sur les zones de gouvernement communautaire.

## Histoire
Lors de sa création en 1916 le lieu a reçu le nom de Mitchell River Mission. Les aborigènes locaux ont été incités progressivement à quitter leurs terres pour s'établir à la mission. Les langues de la région de Kowanyama sont le Yir-Yoront, le Yirrk Thangalkl, le Koko Bera et le Kunjen (dialectes Uw Oykangand et Olkola).
Le kunjen (aussi appelé Koko Wanggara, Ngundjan ou Olkola) est une langue aborigène du Cape York occidental. L'aire linguistique du kunjen correspond aux limites de la zone d'administration locale du conseil communautaire de Kowanyama et du conseil du comté de Cook.
Le Yir Yiront (aussi appelé Yiront, Jirjoront, Yir-yiront ou Kokomindjan ) est une langue aborigène australienne. Son aire linguistique traditionnelle se trouve sur le Cape York occidental dans les zones d’administration locale du comté aborigène de Kowanyama. du comté de Cook, dans les bassins versants de la rivière Coleman et de la rivière Mitchell. À la suite de l'expulsion des aborigènes de leurs terres traditionnelles, il est également parlé à Pormpuraaw et Kowanyama.
En 1967, l'église anglicane n'étant plus en mesure d'assurer ses activités de mission dans la région, c'est le ministère des affaires autochtones et insulaires qui a repris la gestion de la communauté.
Le 23 juillet 1987, en vertu de la loi de 1984 sur les services communautaires aborigènes, une concession en fiducie a été accordée à la communauté de Kowanyama sur les terres du delta de la rivière Mitchell. Comme les autres communautés bénéficiant de ce régime, Kowanyama est dotée d'un conseil municipal élu par les aborigènes vivant dans la communauté. Le Conseil de Kowanyama nouvellement formé a repris les responsabilités imposées par le statut. Il est constitué de sept membres de la communauté élus pour un mandat de trois ans.

## Compétences
Le conseil du comté a les mêmes compétences que celles des conseils de gouvernement local ordinaires, y compris pour la pêche, la réglementation sur l'alcool et l'exploitation de certains établissements commerciaux. Comme eux, il est régi par la loi de 2009 sur les gouvernements locaux du Queensland lointain.

## Groupe de justice communautaire
Un groupe de justice communautaire a été mis en place dans le comté de Kowanyama. Ce groupe est composé de notables de la communauté.
La communauté est également dotée d'un Conseil des Anciens ; ils sont consultés par le Conseil de Kowanyama lors de la prise de décisions communautaires.

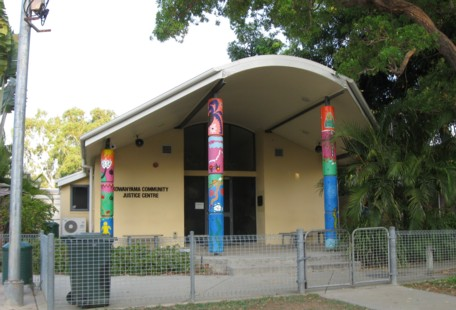
Entrée du « palais de justice » du groupe de justice communautaire de Kowanyama

## L'office des territoires

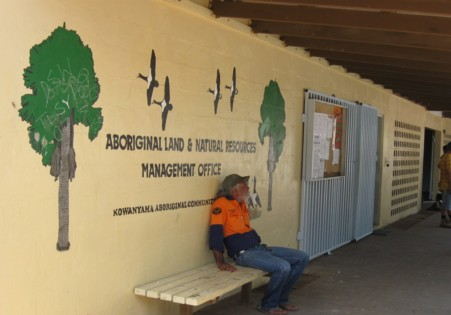
Entrée de l'office de gestion des territoires et des ressources naturelles de Kowanyama, rue Gilbert.

L'office de gestion des territoires et des ressources naturelles aborigènes de Kowanyama (KALNRMO) a pour mission d’inciter et aider les aborigènes du pays de Kowanyama à gérer leurs ressources naturelles et culturelles. Après avoir consulté les membres de la communauté, le KALNRMO a élaboré un programme de développement pour la région dont les principaux points sont les suivants :[réf. nécessaire]
- développement des territoires ;
- gestion du foncier et des pêches ;
- tourisme et accueil des visiteurs ;
- service de gardes forestiers ;
- revendications des titres aborigènes ;
- documentation sur le patrimoine culturel.

L'action du KALNRMO on permit à la communauté de Kowanyama d'être considérée comme un chef de file en matière de gestion des terres aborigènes. Depuis 1987, le comté de Kowanyama contrôle de façon efficace la pêche dans le delta de la rivière Mitchell et interdit certaines zones de pêche aux pécheurs non autochtones conformément à la législation sur la pêche dans l'État. Cette action, est financée par les revenus commerciaux du Conseil aborigène de Kowanyama. elle a permis aux aborigènes de profiter des stocks de poissons du fleuve et de les utiliser pour leurs besoins culturels et économiques. Ainsi, les aborigènes peuvent à nouveau pêcher et chasser comme ils le faisaient depuis des milliers d'années[réf. nécessaire].
Le KALNRMO emploie des gardes indigènes dans le cadre d'un programme de développement culturel et économique. Les Rangers du Kowanyama veillent à l'application des règlementations du comté aborigène, encadrent les touristes et les visiteurs et patrouillent en mer ou sur les rivières. Ils font appliquer la réglementation sur la pêche et luttent contre les pêches commerciales ou récréatives clandestines. Depuis 2007, les Rangers surveillent les populations de tortues menacées et participent au programme Carpentaria Ghost Nets pour éliminer les macrodéchets (principalement des filets de pêche) jetés dans le golfe de Carpentarie par les pêcheurs industriels d'Australie et d’Indonésie[réf. nécessaire].

## Maires
- 2008–2012 : Thomas Farlane Hudson [3]
- 2012-2016 : Robert Holness [4]
- 2016–2020 : Michaël Yam [5]
- 2020- : Robert Michael Sands [6]